# Neuroleon (Neuroleon) striatus
Neuroleon (Neuroleon) striatus is een insect uit de familie van de mierenleeuwen (Myrmeleontidae), die tot de orde netvleugeligen (Neuroptera) behoort. 
Neuroleon (Neuroleon) striatus is voor het eerst wetenschappelijk beschreven door Navás in 1914.